# Gelobde citroenkorst
Gelobde citroenkorst (Variospora flavescens) is korstmos uit de familie Teloschistaceae. Hij groeit op (half)beschaduwde muren van oude gebouwen.

## Determinatie
Gelobde citroenkorst is een placodioid korstmos dat strak tegen het substraat groeit. Het thallus is lichtgeel tot oranje van kleur, soms gematteerd en kan een diameter bereiken van meer dan 10 cm. Meestal is het wit berijpt. Apotheciën zijn bijna altijd aanwezig en oranje van kleur. Ze komen vooral in het midden van het thallus voor en kunnen een diameter bereiken van maximaal 1,5 mm. Hun rand is lager gekleurd, de schijven zijn echter donkerder (geeloranje tot oranjebruin). De tweecellige ascosporen zijn citroenvormig en meten 12–15 × 8–10 μm.
Kleurreacties
Zowel het thallus als de apotheciën reageren positief op kaliumhydroxide (K+), d.w.z. ze worden paars als ze worden besprenkeld.
Gelijkende taxa
Gelobde citroenkorst lijkt op sinaasappelkorst (Calogaya pusilla), maar deze is meer oranjegeel van kleur en is een pionier op kalkrijke substraten, zoals beton en kalksteen op zonnige, droge plekken.

## Verspreiding
Het verspreidingsgebied omvat Europa, de aangrenzende delen van Azië, Afrika en Macaronesië. In Midden-Europa ligt de nadruk op de kalksteengebieden (kalksteenalpen, Zwabische en Frankische Jura). 
In Nederland komt hij vrij algemeen voor. Hij is niet bedreigd en staat niet op de rode lijst.